# Jorun orm i öga
Jorun orm i öga är en svensk opera från 2013, komponerad av Marie Samuelsson med libretto av Kerstin Ekman. Handlingen är en originalberättelse inspirerad av kvinnorna i den poetiska Eddan och växlar mellan ett realistiskt och ett mytologiskt plan. Huvudperson är skaldinnan Jorun skaldemaer som var verksam i början av 900-talet.
Operan hade sin upprinnelse i att Samuelsson skrev en fråga till Ekman: "Om mannen historiskt har haft makten över nedpräntandet av konstens kanon, hur har då kvinnans erfarenheter och perspektiv kunnat fortleva genom generationer?" Ekman kom då att tänka på Gudruns sorgesånger i Völsungasagan, och på teorier hon hade hört när hon studerade fornisländska om att sångerna var skrivna av en kvinna, vilket blev utgångspunkten i librettot. Jorun orm i öga var Ekmans debut som librettist till en opera. Det var även Samuelssons första helaftonsopera.
Operan hade världspremiär 19 juli 2013 i Bröllopssalen på Vadstena slott. I urensemblem ingick Hanna Wåhlin, Monica Danielson, Thomas Sepp och Johanna Rudström.  Titelrollen sjöngs dock av Henriikka Gröndahl, då Wåhlin drabbats av en halsinfektion. Regissör var Helena Röhr och dirigent var David Björkman.
Operan Jorun orm i öga är komponerad för tolv instrument och tolv korister. I uppsättningen på Vadstena slott ingick musikerna Johanna Zetterqvist flöjt, Malin Lindahl klarinett/ basklarinett, Johan Hermansson horn, Jonas Larsson trumpet, Johannes Marmén violin I, Joakim Zetterqvist violin II, Märta Jonzon viola, Michal Palewski cello, Marcus Strand teorb, Magnus Olsson slagverk, Tobias Rondin slagverk och Ingrid Lindskog harpa. Korister i uppsättningen på Vadstena slott var Therese Andersson, Ingrid Berg, Ylva Stenberg, Maria Nordstrand, Ida Ränzlöv, Emma Sventelius, Elias Fredriksson, Alexander Vesterberg, Arvid Fagerfjäll, Mårten Wåhlström, Martin Hedström och Hannes Öberg.

## Roller
| Roll                           | Röstfack    | Premiärföreställning, 19 juli 2013 (Dirigent: David Björkman) |
| ------------------------------ | ----------- | ------------------------------------------------------------- |
| Jorun                          | sopran      | Hanna Wåhlin och Henriikka Gröndahl                           |
| Gumman                         | alt         | Monica Danielson                                              |
| Arnulf, Atle, Gunnar och Rovan | baryton     | Thomas Sepp                                                   |
| Helga, Gudrun och Oddrun       | mezzosopran | Johanna Rudström                                              |